# 高志内親王
高志内親王（こしないしんのう、延暦8年（789年） - 大同4年5月7日（809年6月23日））は、第50代桓武天皇の皇女。母は皇后藤原乙牟漏。淳和天皇親王時の妃。同母兄に平城天皇、嵯峨天皇。贈皇后。贈一品。

## 生涯
桓武天皇にとって、皇后所生の唯一の皇女であり、桓武天皇鍾愛の皇女といわれる。延暦23年1月5日（804年）三品。異母兄大伴親王（のちの淳和天皇）の妃となり、延暦24年（805年）第一皇子恒世親王を産む。他に氏子内親王（斎宮）、有子内親王、貞子内親王の3皇女をもうけた。大同4年（809年）、21歳で薨去。のちに弘仁14年（823年）、淳和天皇の即位に伴い、皇后を追贈された。
所生の恒世親王は、両親とも桓武天皇の皇子であり、血筋の上では有力な皇太子候補であった。しかし、父淳和天皇は自身の皇太子として嵯峨天皇皇子の正良親王（仁明天皇）をたてた。恒世親王は父淳和天皇在位中の天長3年（826年）に薨去し、皇位継承にかかわることはなかった。高志内親王の死後、嵯峨天皇皇女正子内親王が淳和天皇皇后となり、所生の恒貞親王は仁明天皇の皇太子にたてられたが、承和の変により廃太子となった。